# Pselaphelia
Pselaphelia este un gen de molii din familia Saturniidae. 

## Specii
- Pselaphelia antelata Darge, 2003
- Pselaphelia arenivaga Darge, 2003
- Pselaphelia aurata Bouyer, 1992
- Pselaphelia dentifera (Maassen & Weyding, 1885)
- Pselaphelia flavivitta (Walker, 1862)
- Pselaphelia gemmifera (Butler, 1878)
- Pselaphelia hurumai Darge, 2003
- Pselaphelia laclosi Darge, 2002
- Pselaphelia mariaetheresae Darge, 2002
- Pselaphelia neglecta Darge, 2003
- Pselaphelia noellae Bouyer, 2008
- Pselaphelia oremansi Darge, 2008
- Pselaphelia vandenberghei Bouyer, 1992
- Pselaphelia vingerhoedti Bouyer, 2008